# Mehmet Okur
Mehmet Okur (Yalova, 26 de mayo de 1979) es un exjugador de baloncesto turco que disputó 10 temporadas en la NBA. Con 2,11 metros de altura, jugaba en la posición de pívot.

## Carrera

### Inicios
Okur es producto de la cantera del Efes Pilsen, uno de los equipos punteros de Turquía. Okur creció viendo a su jugador favorito, Toni Kukoč, y ayudó a su selección sub-22 a conseguir la sexta plaza del campeonato del mundo de 1997. En 2002 ganó la liga con el Efes Pilsen y en su última campaña en Turquía promedió 13.5 puntos por partido.

### NBA

#### Detroit Pistons (2002-2004)
Okur fue seleccionado en la posición 37 del draft de la NBA de 2001 por los Detroit Pistons. Con los Pistons jugó las temporadas 2002-03 y 2003-04, ganando los Pistons el campeonato en esta última, después de ganar a Los Angeles Lakers por un contundente 4-1, como curiosidad, Okur se convirtió en el primer turco en ganar un anillo de campeón. En el 2004, Okur fue traspasado a los Utah Jazz.

#### Utah Jazz (2004-2011)
El contrato que demandaba Okur no se lo podía dar los Pistons, de modo que fichó libre por Utah Jazz. El rendimiento de "Memo" Okur fue de más a menos, convirtiéndose en pieza clave del equipo de Salt Lake City. En enero de 2009, Okur anotó 43 puntos ante los Indiana Pacers. En verano de ese año firmó una extensión de su contrato por dos años. En abril de 2010, Okur se rompió el tendón de Aquiles en el primer partido de la temporada, regresando en diciembre de ese año ante los New Orleans Hornets.

#### New Jersey Nets (2011-2012)
En diciembre de 2011, y después de que el rendimiento de Okur bajara ostensiblemente desde su lesión, fue transferido a los New Jersey Nets a cambio de una segunda ronda de draft. Okur permaneció solo unos meses en el equipo de Nueva Jersey, ya que en marzo de 2012 fue traspasado a Portland Trail Blazers junto a Shawne Williams. Solo unos días después, fue cortado por los Blazers.
En noviembre de 2012 anunció su retirada, debido a las lesiones que le han impedido rendir en las últimas temporadas.

## Estadísticas de su carrera en la NBA
|  | Denota temporadas en las que ganó el Campeonato de la NBA |

### Temporada regular
| Año      | Equipo     | PJ  | PT  | MPP  | %TC   | %3P  | %TL  | RPP | APP | ROB | TPP | PPP  |
| -------- | ---------- | --- | --- | ---- | ----- | ---- | ---- | --- | --- | --- | --- | ---- |
| 2002–03  | Detroit    | 72  | 9   | 19.0 | .426  | .339 | .733 | 4.7 | 1.0 | .3  | .5  | 6.9  |
| 2003–04  | Detroit    | 71  | 33  | 22.3 | .463  | .375 | .775 | 5.9 | 1.0 | .5  | .9  | 9.6  |
| 2004–05  | Utah       | 82  | 25  | 28.1 | .468  | .270 | .850 | 7.5 | 2.0 | .4  | .8  | 12.9 |
| 2005–06  | Utah       | 82  | 82  | 35.9 | .460  | .342 | .780 | 9.1 | 2.4 | .5  | .9  | 18.0 |
| 2006–07  | Utah       | 80  | 80  | 33.3 | .462  | .384 | .765 | 7.2 | 2.0 | .4  | .5  | 17.6 |
| 2007–08  | Utah       | 72  | 72  | 33.2 | .445  | .388 | .804 | 7.7 | 2.0 | .8  | .4  | 14.5 |
| 2008–09  | Utah       | 72  | 72  | 33.5 | .485  | .446 | .817 | 7.7 | 1.7 | .8  | .7  | 17.0 |
| 2009–10  | Utah       | 73  | 73  | 29.4 | .458  | .385 | .820 | 7.1 | 1.6 | .5  | 1.1 | 13.5 |
| 2010–11  | Utah       | 13  | 0   | 12.9 | .355  | .313 | .750 | 2.3 | 1.5 | .3  | .3  | 4.9  |
| 2011–12  | New Jersey | 17  | 14  | 26.7 | .374  | .319 | .600 | 4.8 | 1.8 | .5  | .3  | 7.6  |
| Total    | Total      | 634 | 460 | 29.1 | .458  | .375 | .797 | 7.0 | 1.7 | .5  | .7  | 13.5 |
| All-Star | All-Star   | 1   | 0   | 15.0 | 1.000 | .000 | .000 | 2.0 | 1.0 | .0  | .0  | 4.0  |

### Playoffs
| Año   | Equipo  | PJ | PT | MPP  | %TC   | %3P   | %TL   | RPP  | APP | ROB | TPP | PPP  |
| ----- | ------- | -- | -- | ---- | ----- | ----- | ----- | ---- | --- | --- | --- | ---- |
| 2003  | Detroit | 17 | 0  | 19.0 | .438  | .538  | .531  | 4.1  | .8  | .7  | .7  | 5.5  |
| 2004  | Detroit | 22 | 0  | 11.5 | .470  | .400  | .692  | 2.8  | .4  | .2  | .4  | 3.7  |
| 2007  | Utah    | 17 | 17 | 34.4 | .388  | .316  | .786  | 7.8  | 1.8 | 1.4 | .9  | 11.8 |
| 2008  | Utah    | 12 | 12 | 38.5 | .423  | .373  | .773  | 11.8 | 1.9 | .7  | .7  | 15.4 |
| 2009  | Utah    | 2  | 2  | 21.5 | .167  | .333  | .750  | 5.0  | 2.0 | .0  | .5  | 4.0  |
| 2010  | Utah    | 1  | 1  | 11.0 | 1.000 | 1.000 | 1.000 | 2.0  | .0  | .0  | .0  | 7.0  |
| Total | Total   | 71 | 32 | 23.6 | .415  | .362  | .713  | 5.9  | 1.1 | .7  | .6  | 8.1  |

## Vida personal
Está casado con la que fuera Miss Turquía, la modelo Yeliz Caliskan, y tienen una hija llamada Melisa, nacida el 21 de marzo de 2007.